# Песковское сельское поселение (Петропавловский район)
Песковское се́льское поселе́ние — муниципальное образование в Петропавловском районе Воронежской области Российской Федерации.
Административный центр — село Пески.

## История
Статус и границы сельского поселения установлены Законом Воронежской области от 15 октября 2004 года № 63-ОЗ «Об установлении границ, наделении соответствующим статусом, определении административных центров отдельных муниципальных образований Воронежской области».

## Население
| 2010  | 2012  | 2013  | 2014  | 2015  | 2016  | 2017  |
| ----- | ----- | ----- | ----- | ----- | ----- | ----- |
| 1402  | ↘1367 | ↘1337 | ↘1298 | ↘1287 | ↗1289 | ↘1258 |
| 2018  |       |       |       |       |       |       |
| ↘1243 |       |       |       |       |       |       |

## Состав сельского поселения
| № | Населённый пункт | Тип населённого пункта       | Население |
| - | ---------------- | ---------------------------- | --------- |
| 1 | Пески            | село, административный центр | ↘1243     |

## Местное самоуправление
Главы сельского поселения
- Лаптиев Владимир Григорьевич[1]